# Osvaldo Rodríguez Musso
Osvaldo Hernán Rodríguez Musso, más conocido por su apelativo de Gitano Rodríguez (Valparaíso, Chile; 26 de julio de 1943-Bardolino, Italia; 18 de marzo de 1996), fue un trovador, poeta y ensayista chileno, creador de la peña de Valparaíso, y autor de la célebre y popular canción dedicada a su ciudad natal.

## Biografía

### Infancia y juventud
Nació en el pasaje Mutilla de Playa Ancha, en Valparaíso. Sus primeros estudios los realizó en el colegio Mackay de Viña del Mar. Abandonó el colegio por un tiempo, por problemas emocionales, retomándolos posteriormente.[cita requerida]
La diversidad social que halló en este instituto, además de la que existía en su ciudad natal, lo ayudaron a sobrellevar este cambio, lo que significó un quiebre en su vida. Amparado en una de sus mayores pasiones, el folclore, ganó el “Primer Festival de la Canción Universitaria”, de la sede de Valparaíso de la Universidad de Chile, con canciones recopiladas por Violeta Parra.
Osvaldo comenzó a la sazón a estudiar arquitectura, pero tuvo que abandonar la carrera por motivos familiares. Sus estudios superiores se vincularon entonces con el área de las humanidades, y así obtuvo un Bachillerato en Letras en la Universidad de Chile, el que fue el único título obtenido en su país natal.

### Inicios de su carrera
Se afilió en 1964 a la Sociedad de Escritores de Chile. En el año 1965 recibió el segundo premio, en el Cuarto Festival de la Canción Universitaria, realizado por la Universidad Católica de Santiago de Chile, con un tema entregado especialmente a él por Violeta Parra, llamado “La Pericona se ha muerto”. 
Desde agosto de 1965 comenzó a dar recitales en distintas peñas, entre Valparaíso y Santiago. Sin embargo su momento de gloria como artista no sería hasta 1969, cuando creó la canción que inmortalizaría su carrera: el vals "Valparaíso".
Durante la década del sesenta mantuvo muchos contactos con sus amigos de Playa Ancha, Rolando Pereira, Payo Grondona, “Cocoliche Brito”, los hermanos Sergio y Raúl Sánchez (Tiemponuevo), Sergio Badilla Castillo, Tuto Montero, y Antonio Manríquez . Es ahí cuando surge el apodo de “Gitano”, ideado por uno de sus amigos, por su aspecto cetrino y por su nomadismo. 
Desde ahí su vida transcurrió entre la música y la Universidad de Valparaíso, desempeñándose de asistente del taller de diseño gráfico de esa casa de estudios. Ya en el año 1970, fue nombrado jefe de la carrera de Arte y Tecnología de la misma universidad.
De la realización musical del “Gitano” destaca el disco “Tiempo de Vivir”, del año 1972, el que contiene el vals “Valparaíso” y la canción “Ha llegado el tiempo de vivir”. También en 1972 actuó como actor secundario en la película de Aldo Francia, "Ya no basta con rezar", en la cual el también canta la canción principal de la película "Ya no basta con rezar". 
En 1973 publicó el libro de poemas “Estado de Emergencia”, período en que tiene que salir al exilio.

### El exilio
Durante el Golpe Militar fue buscado por los grupos castrenses por su obra libertaria. Debió esconderse durante varios días antes de lograr asilarse en la embajada argentina, en Santiago. Ya en el exterior, después de permanecer un corto período en Buenos Aires, se mudó a Praga (a la otrora Checoslovaquia).
Comenzó a continuación una etapa de recitales en Europa. En 1974, recibió la “Insignia de Plata del Teatro Rostock” en Alemania, por la composición de la música para la obra de teatro “Margarita Naranjo”, basada en un poema de Pablo Neruda.
En 1975 se integró a la “Sociedad de Autores y Compositores de Música”, de Francia. Desde 1976 hasta 1978 estudió en la École des Hautes Études, de París, donde realizó un seminario de Sociología de la Literatura, con la tesis basada en la novela “Coronación” de José Donoso. Además ejerció el cargo de “Consejero Cultural” del Centro Francés- Latinoamericano de Francia. 
Posteriormente, en 1978, creó otra de sus conocidas canciones dedicada a Valparaíso, titulada “Canción a la Caleta El Membrillo”.
A partir de 1979 estudió en la Facultad de Filosofía y Letras de la Universidad Carolina de Praga. En 1981 obtuvo el título de licenciado en Letras, y en 1986 el título de doctor en la misma especialidad.
En Francia fue distinguido con el premio “Charles Cross”, en 1984, por el mejor disco del año: La mémoire chantée de Régine Mellac. Basado en un registro, grabado en vivo, en el Casino de París el 10 de octubre de 1983. 
En el año 1986 escribió el ensayo “La Nueva Canción Chilena, continuidad y reflejo”, el que fue editado en La Habana. Por este ensayo, recibió el premio de “Musicología” de Casa de las Américas, de Cuba.

### Retorno a Chile
En 1989 volvió a Chile, específicamente a Valparaíso. Se cuenta que lo primero que hizo fue dirigirse a la casa de su familia en Playa Ancha, y le pidió al conductor que tomara el camino más largo: a través de la avenida Altamirano, pasando por la Caleta El Membrillo, el Paseo “Rubén Darío”, “Las Torpederas”, luego el Parque Alejo Barrios, continuando por la Avenida Gran Bretaña hasta llegar a su viejo y recordado hogar en calle Mutilla. Esa noche, - según su relato - se fue al Paseo 21 de mayo a contemplar la bahía iluminada de su ciudad natal.
Así fue el reencuentro con Valparaíso y su cerro Playa Ancha, tras 15 años de ausencia. Esa misma noche, el 25 de enero de 1989 realizó su reencuentro oficial con Valparaíso en el local “La Puerta del Sol”, ubicado en calle Pedro Montt, junto a su amigo de juventud “Payo” Grondona. El acto lo inició con las siguientes palabras:
“El ser humano no puede recorrer solo los paisajes de sus recuerdos o las llamadas de su nostalgia. El viajero perdido necesitará siempre un lugar donde reposar su cabeza, saciar su sed y su hambre, pero antes del viaje mismo hubo quienes, sin saberlo y sin que ellos mismos lo sospecharan, me estaban preparando para esta búsqueda y su peregrinaje”. 
En ese tiempo preparaba el proyecto “Valparaíso”, que consistía en promover la conservación y restauración del puerto tradicional de la ciudad, con la ayuda de la Organización de las Naciones Unidas, Unesco. 
En 1990 apareció el disco “Osvaldo Rodríguez en Vivo”, bajo el sello musical chileno “Alerce”, que contiene 14 canciones, entre ellas su más famoso tema “Valparaíso”. 
En 1993 el “Gitano” trabajó como profesor en la Facultad de Humanidades de la Universidad de Playa Ancha (UPLA), de Valparaíso. Además de ser profesor en el Instituto de Arte de la Universidad Católica, aprovechó ese tiempo, para dar una serie de charlas sobre la vida y obra de Violeta Parra, para el Instituto Cultural del Banco del Estado de Santiago de Chile. Ya no contaba con trabajo cuando presentó su libro “Canto de Extramuros".

### Regreso a Europa
A mediados de 1994 debió volver a Europa, puesto que ya no contaba con trabajo, la reinserción en Chile había fracasado.
En septiembre de 1995 le diagnosticaron cáncer de páncreas, enfermedad que terminaría con su vida. El padecimiento afectó mucho su labor creativa, pero igualmente siguió produciendo. El "Gitano" vivió sus últimos días con intensidad, no murió amargado. Siguió muy de cerca los últimos acontecimientos Chile. 
El 16 de marzo de 1996, a los 52 años, Osvaldo Rodríguez murió en la ciudad italiana de Bardolino, seis meses después de declarada la enfermedad. 
El 12 de mayo de 1996, fue nombrado de manera póstuma “Hijo Ilustre de Valparaíso”.

## Discografía
- 1972 - Tiempo de vivir
- 1976 - Les oiseaux sans mer (Los pájaros sin mar)

### Álbumes en directo
- 1989 - Osvaldo Rodríguez en vivo

### Sencillos
- 1973 - Canción de cuna / Canto al trabajo voluntario

### Colectivos
- 1977 - Canto a la revolución de octubre
- 1984 - La mémoire chantée de Régine Mellac
- 1994 - Mi amor, Valparaíso
- 2003 - Nueva Canción Chilena. Antología definitiva (póstumo)

### Poesía
- 1973 - Estado de emergencia
- 1975 - Diario del doble exilio
- 1994 - Cantos de extramuros (prólogo de Julio Cortázar)

### Prosa
- Con sus ojos de extraño mirar, cuentos y relatos
- El día que me quieras, novela

### Ensayos
- Cantores que reflexionan, notas para una historia personal de la Nueva Canción Chilena

### Artículos
- El sueño americano de Patricio Manns
- La risa y los tambores de Gabriel Parra
- Araucaria de Chile

## Entrevistas
- En torno a la casa de campo, a José Donoso
- Eduardo Parra de Los Jaivas
- Patricio Manns